# Oppidum
Oppidum (lat., množina: oppida) je naziv kojim su Rimljani opisivali veća - poluurbana ili urbana - naselja na područjima Zapadne i srednje Europe pred kraj željeznog doba. Ona se obično vezuju uz Kelte i njihovu kulturu, ali su ih gradili i njima susjedni narodi. Nakon što se Rimsko Carstvo konsolidiralo, izraz opidum je ušao kao službeni pojam za administrativno središte u provincijama.
Opidumi su se obično gradili na vrhovima brežuljaka, odnosno nastajali su od manjih utvrđenja koja bi se kasnije ogradila rovom, palisadom, grudobranom ili kamenim zidom. U međuprostorima su se gradile kuće za stanovnike, odnosno civilni objekti. Kao takvi, oppidumi su igrali važnu ulogu u postupnoj urbanizaciji sjevera Europe. Rimljanima su često služili kao dio infrastrukture za urbanizaciju i romanizaciju novoosvojenih provincija.

## Primjeri

### U Francuskoj
- Alesia
- Bibracte (Mont Beuvray), 135 ha
- Corent,
- Gergovia, 75 ha
- Montlaurès
- Oppidum d’Altimurium kraj Murviel-lès-Montpelliera
- Oppidum d'Ensérune
- Pech Maho
- Salon-de-Provence
- Toulouse

### U Belgiji i Nizozemskoj
- Oppidum Aduaticorum/Atuatucorum (Namur), Valonija, Belgija
- Canteleux, Huissignies, Chièvres, Valonija, Belgija
- Cheslé, Bérisménil, Samrée La Roche-en-Ardenne, Valonija, Belgija
- Chession, Han-sur-Lesse, Rochefort, Valonija, Belgija
- Flobecq, Valonija, Belgija
- Gilly-Ransart, Charleroi, Valonija, Belgija
- Gougnies, Gerpinnes, Valonija, Belgija
- Orchimont, Vresse-sur-Semois, Valonija, Belgija
- Sinsin, Somme-Leuze, Valonija, Belgija
- Titelberg, Luksemburg

### U Njemačkoj
- Heidengraben, 1400 ha
- Kelheim, 600 ha
- Manching, 380 ha
- Donnersberg, 240 ha
- Glauberg,
- Alcimoennis,

### U Srednjoj i Istočnoj Europi
- Sisak, Hrvatska
- Basel-Münsterhügel, Švicarska
- Závist, Češka, 170 ha
- Stradonice, Češka
- Přerovská hůra, Češka
- Bratislava, Slovačka
- Devín, Slovačka
- Mukačevo, Ukrajina

### Na Pirenejskom poluotoku
- Iruña-Veleia, Španjolska
- Mesa de Miranda, Španjolska
- Óbidos, Portugal

### Na Britanskom Otočju
- Traprain Law, Škotska
- Verlamion, Engleska
- Nanstallon, Cornwall

U srednjovjekovnoj Kraljevini Mađarskoj, oppidum se koristio kao službeni izraz za trgovišta (mezőváros na mađarskom), koja su bila slabijeg statusa od slobodnih kraljevskih gradova ali važnija od sela.